# Liste der Biografien/Hartu
Liste der Biografien |
Portal Biografien |
Personensuche
# |
A |
B |
C |
D |
E |
F |
G |
H |
I |
J |
K |
L |
M |
N |
O |
P |
Q |
R |
S |
T |
U |
V |
W |
X |
Y |
Z |
?
 
Ha |
Hd |
He |
Hi |
Hj |
Hk |
Hl |
Hm |
Hn |
Ho |
Hr |
Hs |
Ht |
Hu |
Hv |
Hw |
Hy
 
Haa |
Hab |
Hac |
Had |
Hae–Haf |
Hag |
Hah |
Hai |
Haj |
Hak |
Hal |
Ham |
Han |
Hao |
Hap |
Haq |
Har |
Has |
Hat |
Hau |
Hav |
Haw |
Hax |
Hay |
Haz
 
Hara |
Harb |
Harc |
Hard |
Hare |
Harf |
Harg |
Harh |
Hari |
Harj |
Hark |
Harl |
Harm |
Harn |
Haro |
Harp |
Harr |
Hars |
Hart |
Haru |
Harv |
Harw |
Harx |
Hary |
Harz
 
Harta |
Hartb |
Hartd |
Harte |
Hartf |
Hartg |
Harth |
Harti |
Hartj |
Hartk |
Hartl |
Hartm |
Hartn |
Harto |
Hartr |
Harts |
Hartt |
Hartu |
Hartv |
Hartw |
Harty |
Hartz
Die Liste der Biografien führt alle Personen auf, die in der deutschsprachigen Wikipedia einen Artikel haben. Dieses ist eine Teilliste mit 105 Einträgen von Personen, deren Namen mit den Buchstaben „Hartu“ beginnt.

## Hartu

### Hartuc
- Hartuch, Mireille (1906–1996), französische Sängerin, Komponistin und Schauspielerin

### Hartul
- Härtull, Jim (* 1990), finnischer Nordischer Kombinierer

### Hartun

Christoph Hartung von Hartungen (1849–1917)

- Hartung von Hartungen, Christoph (1849–1917), österreichischer ArztChristoph Hartung von Hartungen (1849–1917)
- Hartung von Hartungen, Christoph (1882–1967), österreichisch-italienischer Arzt
- Hartung von Hartungen, Christoph (1955–2013), italienischer Historiker (Südtirol)
- Hartung von Hartungen, Erhard (1819–1893), österreichischer Arzt
- Hartung von Hartungen, Erhard (1880–1962), österreichischer Arzt
- Hartung von Hartungen, Hartmut (1899–1980), österreichischer Schauspieler, Regisseur und Germanist
- Hartung von Hartungen, Heinrich (1884–1964), österreichischer Diplom-Ingenieur
- Hartung von Lampoting († 1306), Stiftspropst von Berchtesgaden
- Hartung, Aenni (1891–1983), deutsche Malerin
- Hartung, Alexander (* 1970), deutscher Schriftsteller
- Hartung, Andreas (* 1959), deutscher Jurist und Richter am Bundesverwaltungsgericht
- Hartung, Angelika (* 1948), deutsche Schauspielerin
- Hartung, Balthasar Friedrich, kursächsischer Bergrat
- Hartung, Bruno (1846–1919), deutscher evangelisch-lutherischer Theologe und Pfarrer
- Hartung, Christoph (1779–1853), deutsch-österreichischer Arzt und Wegbereiter der Homöopathie
- Hartung, Daniel (* 1973), deutscher Fernsehjournalist, Autor und Produzent
- Hartung, Eduard (1866–1939), deutscher Landschaftsmaler und Impressionist
- Hartung, Ernst von (1808–1879), österreichischer Feldzeugmeister und Militärtheoretiker
- Hartung, Erwin (1901–1986), deutscher Sänger und Schauspieler
- Hartung, Eugen (1897–1973), Schweizer Maler und Illustrator
- Hartung, Ferdi (1931–2014), deutscher Sportfotograf
- Hartung, Florian, deutscher Autor und Regisseur sowie Unternehmer
- Hartung, Franz Peter (1769–1844), preußischer Verwaltungsbeamter und Landrat
- Hartung, Fritz (1883–1967), deutscher Historiker
- Hartung, Fritz (1884–1973), deutscher Jurist
- Hartung, Georg (1821–1891), deutscher Geologe und Buchautor
- Hartung, George Friedrich (1782–1849), deutscher Buchdrucker und Verleger
- Hartung, Gerald (* 1963), deutscher Philosoph
- Hartung, Gerd (1913–2003), deutscher Modegrafiker
- Hartung, Gretel (1923–1990), deutsche Opern- und Operettensängerin in der Stimmlage Sopran
- Hartung, Gunter (* 1942), deutscher Journalist
- Hartung, Gustav (1887–1946), deutscher Theaterleiter und Regisseur
- Hartung, Hans (1904–1989), deutsch-französischer Maler und GrafikerHans Hartung (1904–1989)

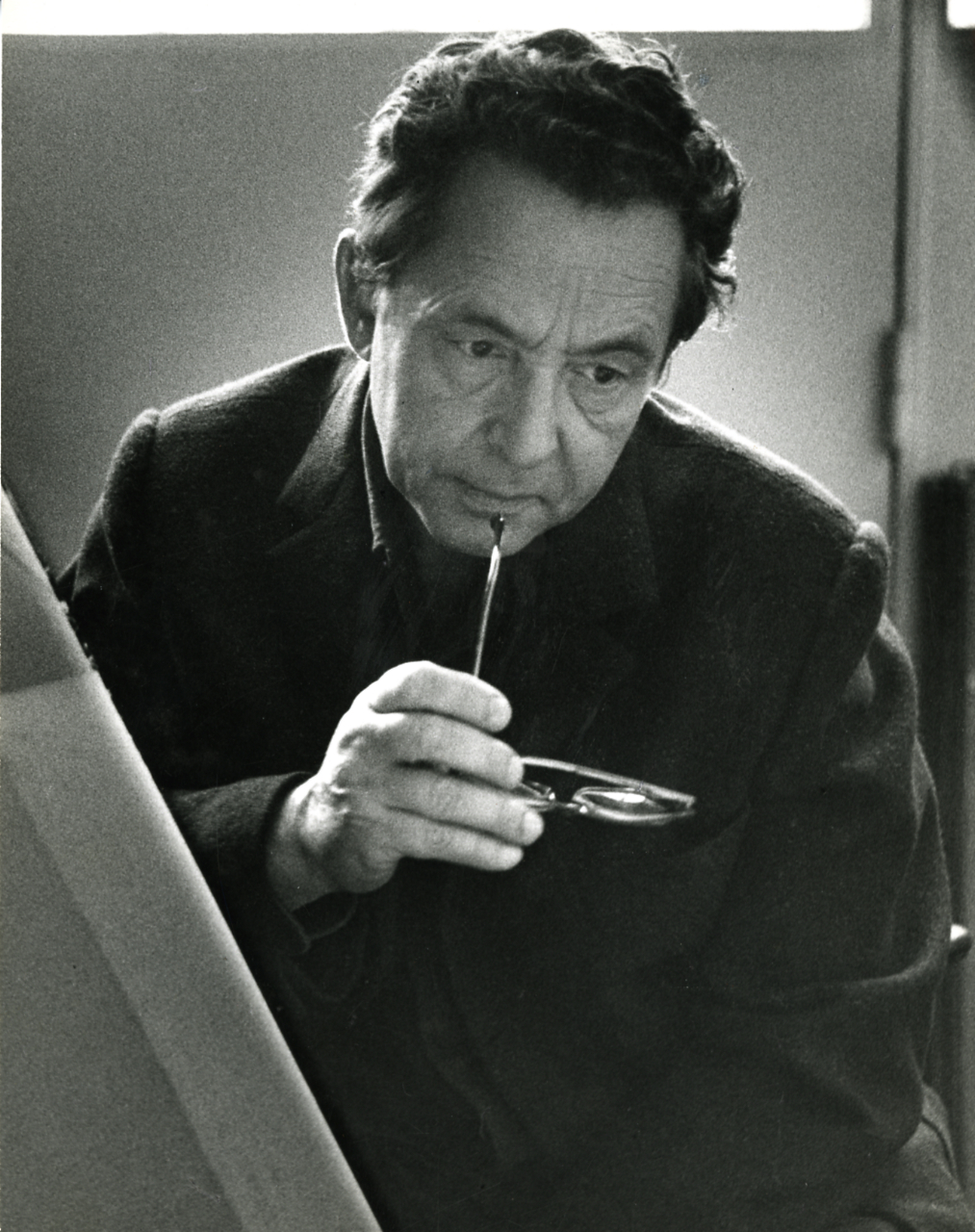
Hans Hartung (1904–1989)

- Hartung, Hans Rudolf (1929–2012), deutscher Journalist und Schriftsteller
- Hartung, Harald (* 1932), deutscher Schriftsteller und Literaturwissenschaftler
- Hartung, Harry (* 1956), deutscher Fußballspieler
- Hartung, Hedwig (1914–1945), deutsche Widerstandskämpferin, SPD-Mitglied und NS-Opfer
- Hartung, Heinrich († 1849), deutscher Kunstschreiner
- Hartung, Heinrich (1816–1893), deutscher Maler
- Hartung, Heinrich (1820–1909), deutscher Bergmeister und Politiker, MdL
- Hartung, Heinrich (1851–1919), deutscher Maler
- Hartung, Heinrich (* 1878), deutscher Verwaltungsbeamter, Landrat in Bayern
- Hartung, Heinrich IV. (1888–1966), deutscher Landschaftsmaler
- Hartung, Helmut (1929–2015), deutscher Maler und Grafiker
- Hartung, Herbert (* 1947), deutscher Politiker (CDU), MdL
- Hartung, Hugo (1855–1932), deutscher Architekt, Architekturhistoriker und Hochschullehrer
- Hartung, Hugo (1885–1963), deutscher Musiklehrer, Chorleiter und Dirigent
- Hartung, Hugo (1902–1972), deutscher Schriftsteller und Drehbuchautor
- Hartung, Jim (* 1960), US-amerikanischer Kunstturner
- Hartung, Joachim (1948–2014), deutscher Mathematiker
- Hartung, Johann (* 1821), deutscher Bildhauer
- Hartung, Johann Adam (1801–1867), deutscher Altphilologe und Gymnasiallehrer
- Hartung, Johann Caspar (1622–1725), deutscher Baumeister
- Hartung, Johann Heinrich (1699–1756), deutscher Verleger und Druckereibesitzer
- Hartung, Johann Michael, deutscher Orgelbaumeister
- Hartung, Johann Michael (1708–1763), deutscher Orgelbaumeister
- Hartung, Johannes (1505–1579), deutscher Gräzist und Hebraist
- Hartung, Jörg (* 1944), deutscher Tierarzt und Hochschullehrer
- Hartung, Jörg (* 1957), deutscher Synchronautor
- Hartung, Jules (1876–1971), französischer Offizier, Generalmajor
- Hartung, Karl (1908–1967), deutscher Bildhauer
- Hartung, Karl (1914–2012), deutscher Antiquar und Auktionator
- Hartung, Karl Arthur (1859–1936), deutscher Verwaltungsjurist und Politiker
- Hartung, Klaus (1940–2020), deutscher Journalist und Autor
- Hartung, Kurt (* 1925), deutscher Marathonläufer
- Hartung, Kurt (* 1947), deutscher Fußballspieler (DDR)
- Hartung, Lisa (* 1991), deutsche Mathematikerin
- Hartung, Lorenz (1858–1903), Bürgermeister, Mitglied des Provinziallandtages der Provinz Hessen-Nassau
- Hartung, Louise (1905–1965), deutsche Sängerin, Pädagogin und Briefautorin
- Hartung, Lutz (* 1955), deutscher Fußballspieler
- Hartung, Manuel J. (* 1981), deutscher Journalist
- Hartung, Marianne (* 1954), deutsche katholische Theologin und Autorin
- Hartung, Marie (1884–1971), deutsche Politikerin (USPD, SPD, SED), MdPl
- Hartung, Max (1869–1934), deutscher Fotograf
- Hartung, Max (* 1989), deutscher Säbelfechter
- Hartung, Michael, deutscher Lautenbauer, der in Padua wirkte
- Hartung, Paul (1811–1877), deutscher Landwirt und Mitglied der kurhessischen Ständeversammlung
- Hartung, Peter (* 1973), deutscher Eishockeyspieler
- Hartung, Petra (* 1969), deutsche Schauspielerin
- Hartung, Rolf (1908–1995), deutscher Kunsterzieher, Maler und Autor
- Hartung, Rolf (* 1947), deutscher Ruderer
- Hartung, Rudolf (1886–1975), deutscher Komponist
- Hartung, Rudolf (1914–1985), deutscher Dichter und Schriftsteller
- Hartung, Rudolf (1948–2020), deutscher Politiker (SPD)
- Hartung, Stefan (* 1966), deutscher ManagerStefan Hartung (* 1966)

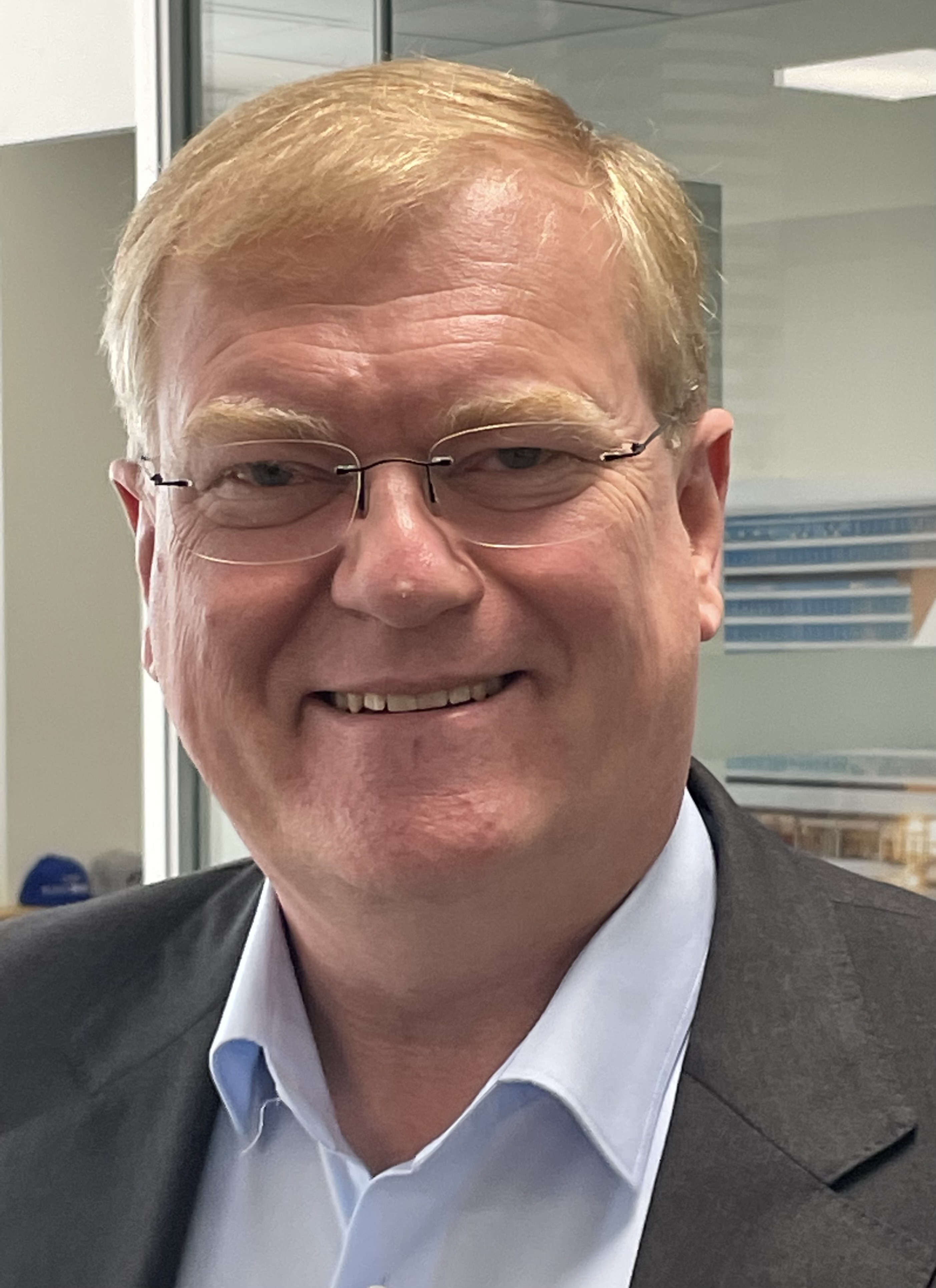
Stefan Hartung (* 1966)

- Hartung, Stephanie (* 1959), deutsche Dozentin, Trainerin und Autorin
- Hartung, Susanne (* 1977), deutsche Wissenschaftlerin in dem Bereich Public Health
- Hartung, Thomas (* 1962), deutscher Germanist und Journalist
- Hartung, Thomas (* 1963), deutscher Mediziner, Biochemiker und Professor
- Hartung, Thomas (1970–2024), deutscher Politiker (Die Linke, SPD), MdLThomas Hartung (1970–2024)

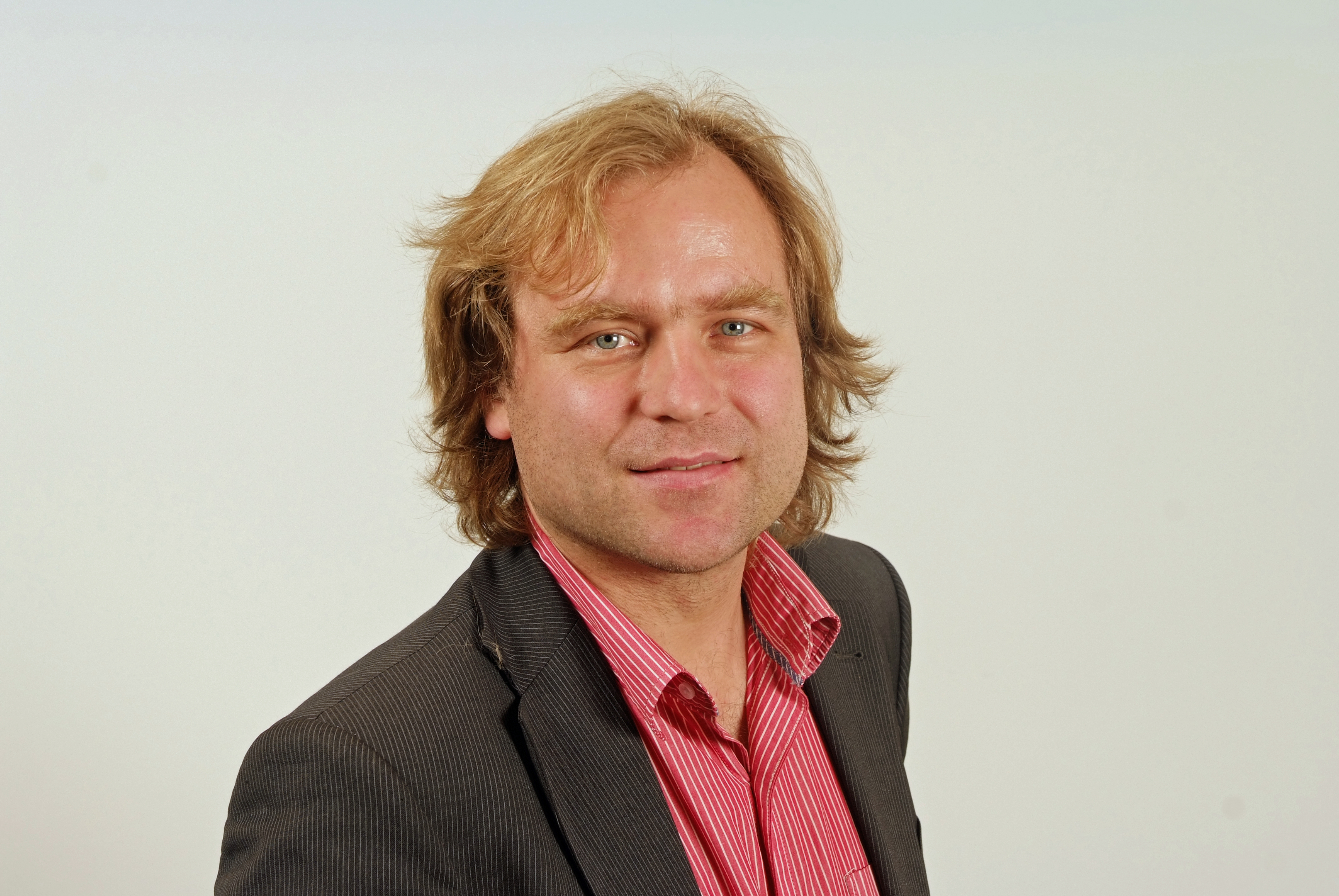
Thomas Hartung (1970–2024)

- Hartung, Thomas (* 1971), deutscher Wirtschaftswissenschaftler
- Hartung, Volker (* 1955), deutscher Bratschist und Dirigent
- Hartung, Walter (* 1921), deutscher Pädagoge und Politiker (NDPD), MdV
- Hartung, Wilfried (* 1953), deutscher Schwimmsportler
- Hartung, Wilhelm (1879–1957), Schweizer Maler und Grafiker
- Hartung, Wilhelm (1885–1958), deutscher Landrat des Unterlahnkreises und des Landkreises Sankt Goar
- Hartung, Wilhelm (1919–2003), deutscher Zeichner, Karikaturist, Illustrator und Autor plattdeutscher Erzählungen und Reime
- Hartung, Willi (1910–1986), deutscher Politiker (SPD), MdL
- Hartung, Willi (1915–1987), Schweizer Maler
- Hartung, Wolfgang (1907–1995), deutscher Geologe
- Hartung, Wolfgang (1933–2021), deutscher Jurist
- Hartung, Wolfgang (1946–2025), deutscher Historiker

### Hartus
- Hartusch, Karin, österreichische Filmeditorin